# Kuifsjakohoen
De kuifsjakohoen (Penelope purpurascens) is een vogel in de familie Cracidae. 

## Kenmerken
Het gewicht van deze vogel is 1,5 tot 2,5 kilogram. Dit is veel hoger dan het gewicht van de grijspootsjakohoen. 

## Leefwijze
Deze vogel eet vooral fruit en insecten.

## Verspreiding en leefgebied
De kuifsjakohoen leeft vooral in vochtige bossen of bosranden.
De soort telt 3 ondersoorten:
- P. p. purpurascens: van noordwestelijk en noordoostelijk Mexico tot Honduras en Nicaragua.
- P. p. aequatorialis: van zuidelijk Honduras tot noordwestelijk Colombia en zuidoostelijk Ecuador.
- P. p. brunnescens: van noordelijk Colombia tot oostelijk Venezuela.

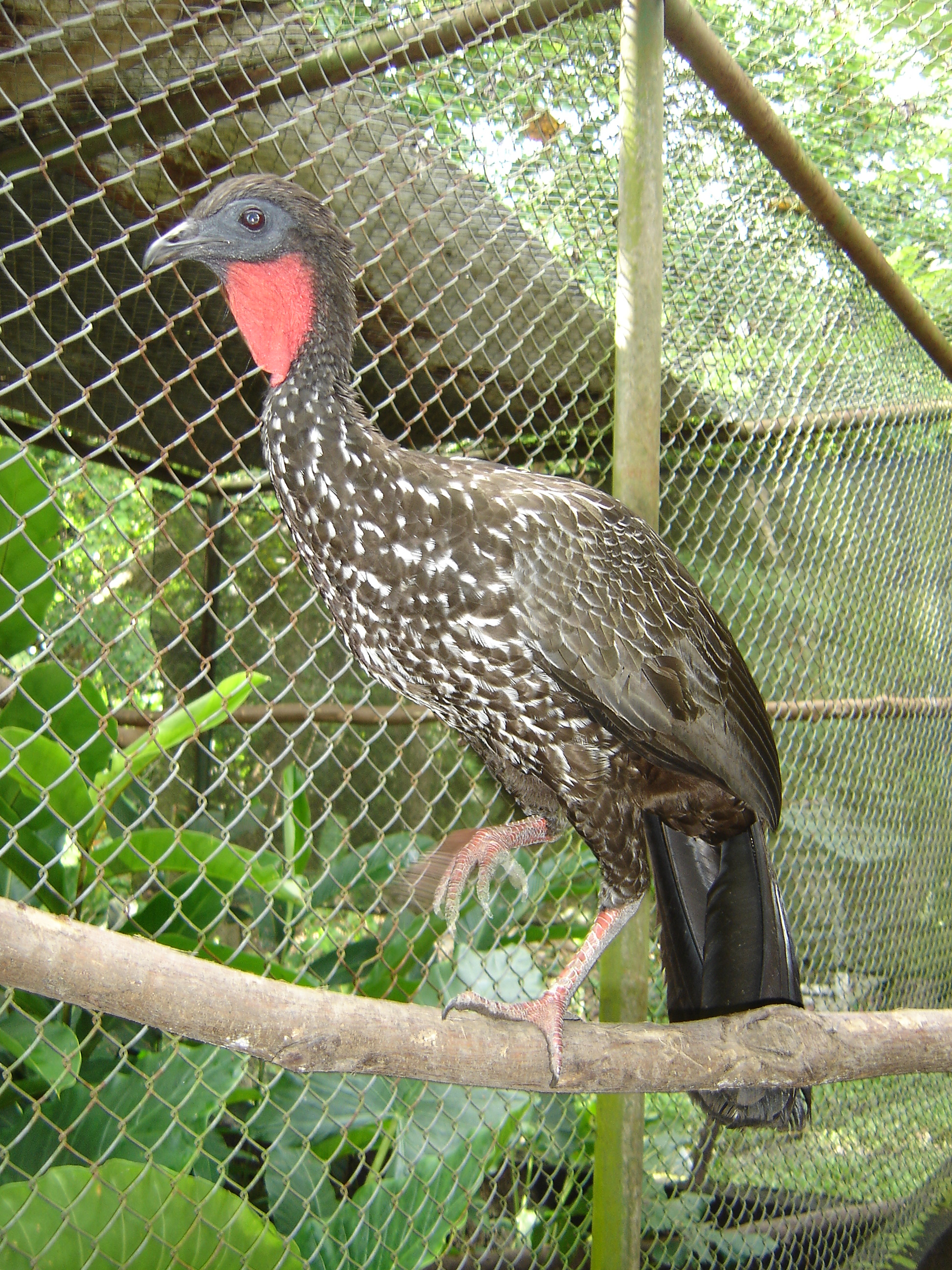
Een kuifsjakohoen in gevangenschap.